# Malformations congénitales du système nerveux central
 Mise en garde médicale
Les malformations congénitales du système nerveux central regroupent l'ensemble des anomalies du développement du système nerveux central au cours de la vie fœtale quelle que soit la cause.
Les malformations congénitales du système nerveux central ne sont pas nécessairement causées par un simple facteur, mais peuvent être influencées par des conditions héréditaires ou génétiques, des troubles de la nutrition, des causes environnementales durant la grossesse, telles que la prise de médicaments par la mère, une infection maternelle ou une exposition à des radiations.

## Malformations répandues
La liste des codes exposés dans la CIM-10 regroupent les malformations ci-jointes.
- Anencéphalie (Q00.0)
- Colpocéphalie (en) (code inconnu)
- Holoprosencéphalie (Q04.2)
- Ethmocéphalie (en) (code inconnu)
- Hydranencéphalie (Q04.3)
- Iniencéphalie (en) (Q00.2)
- Lissencéphalie (Q04.3)
- Megalencéphalie (en) (Q04.5)
- Microcéphalie (Q02)
- Porencéphalie (Q04.6)
- Schizencéphalie (en) (Q04.6)

## Malformations moins répandues
- Acéphalie (Q00.0)
- Exencéphalie (en) (code inconnu)
- Macrocéphalie (Q75.3)
- Micrencéphalie (Q02)
- Otocéphalie (Q18.2)
- Craniosténose (code inconnu)
  - Brachycéphalie (code inconnu)
  - Oxycéphalie (Q75.0)
  - Plagiocéphalie (Q67.3)
  - Scaphocéphalie (code inconnu)
  - Trigonocéphalie (Q75.0)
- Polycéphalie (en)